# Gerd Schaefer-Rolffs
Gerhard Ernst Heinrich Schaefer-Rolffs (* 25. Januar 1909 in Thorn; † 22. April 1986 in Bochum) war ein deutscher Ingenieur und Verbandsfunktionär.

## Leben
Aufgewachsen in Gleiwitz, studierte er ab dem Wintersemester 1927/28 Maschinenbau an der TH Breslau. 1928 wurde er Mitglied des Corps Silesia. Nachdem er 1933 Diplom-Ingenieur geworden war, blieb er zunächst in Oberschlesien, ging aber nach Auseinandersetzungen mit den Nationalsozialisten im Oktober 1933 zur Kriegsmarine. Er wurde Korvettenkapitän (Ing.) und war zuletzt Leitender Ingenieur auf dem Leichten Kreuzer Köln. Nach dem Krieg zog er ins Ruhrgebiet und wurde Vorsitzender im Fachausschuss Strecken-Ausbau im Verband Gruben-Ausbau. Historische Bedeutung gewann er als treibende Kraft bei der Rekonstitution des Verbandes Alter Corpsstudenten. Er gründete das „Akademiker-Hilfswerk Rhein-Ruhr“, das nach Gründung der Bundesrepublik Deutschland zum „Ruhrarbeitskreis“ wurde. 1950 berief Schaefer-Rolffs den ersten Abgeordnetentag des VAC nach Altena ein, auf dem 59 AHSC und über hundert AH-Vereine die Auflösung des Verbandes von 1938 für null und nichtig erklärten und den VAC rekonstituierten. Auch an der Gründung der Arbeitsgemeinschaft Andernach hatte er maßgeblichen Anteil. Das Hallenser Nachfolgecorps Saxonia Frankfurt am Main (seit 1984 in Konstanz) verlieh ihm für seine Verdienste um die Wiedergründung des VAC das Band; der Verband Alter Corpsstudenten ehrte ihn 1966 mit der Silberschale des VAC. 1974 wurde er Corpsschleifenträger der Neoborussia Berlin zu Bochum; 1978 erhielt er ihr Band.

## Werke
- Gerd Schaefer-Rolffs, Oskar Scheunemann (Hrsg.): Handbuch des Kösener Corpsstudenten, Bochum, VAC-Druckschriftenzentrale des Verbandes Alter Corpsstudenten 1965, 5. ergänzte und umgearb. Ausgabe